# Hochfilzen
Hochfilzen é um município da Áustria, situado no distrito de Kitzbühel, no estado do Tirol. Tem 32,66 km² de área e sua população em 2019 foi estimada em 1.213 habitantes.